# Port lotniczy Shah Makhdum
Port lotniczy Shah Makhdum (IATA: RJH, ICAO: VGRJ) – port lotniczy położony w Radźszahi, w Bangladeszu. Obsługuje połączenia krajowe.

## Linie lotnicze i połączenia
| Linia Lotnicza            | Kierunek                |
| ------------------------- | ----------------------- |
| Biman Bangladesh Airlines | 1. Dhaka                |
| Novoair                   | 1. Cox’s Bazar 2. Dhaka |
| US-Bangla Airlines        | 1. Dhaka                |